# Rychtářský rybník
Rychtářský rybník je přírodní památka v okrese Jihlava. Oblast spravuje Krajský úřad Kraje Vysočina. Rybník leží na říčce Balince 1,1 km severozápadně od Arnolce.

## Historie
Rybník pochází z poloviny 18. století, je zachycen na mapách prvního vojenského mapování (1764–1768). Ve druhé polovině 20. století náležel ke Státnímu rybářství, které vodní plochu využívalo jako plůdkový rybník, kdy zde byl vysazován kapr. V té době byly okolní mokré louky koseny. Poté na rybníku začalo hospodařit Rybářství Růžička. Část nivy byla nad rybníkem byla opuštěna, rozšířil se zde rákos a náletové dřeviny. Těmi jsou porostlé i břehy Balinky a hráz rybníka. Ostatní louky jsou koseny.

## Popis
Ve středu území přírodní památky se nachází mělký rybník o rozloze 2,5 ha, dále se tu nachází tzv. letněné rybníky. Rybník je využíván k chovu ryb. Do rybníka přitékají tři přítoky – říčka Balinka a další dva menší toky.

## Flora
Při zavodnění rybníka se zde vyskytují rdest maličký (Potamogeton pusillus), vodní mor kanadský (Elodea canadensis), hvězdoš (Callitriche hamulata), okřehek (Lemna minor) a sterilní lakušník. Dříve se zde vyskytovaly rdest tupolistý (Potamogeton obtusifolius), úpor peprný a trojmužný (Elatine hydropiper, E. triandra). Rybník je využíván jako plůdkový a proto bývá částečně letněn.
V letněných rybnících žije pestrá vegetace – např. puchýřka útlá (Coleanthus subtilis), úpor peprný a trojmužný (Elatine hydropiper, E. triandra) a blatěnka vodní (Limosella aquatica). Rychtářský rybník obklopuje rákos (Phragmites australis) a orobinec širolistý (Typha latifolia). Na nekosených loukách rostou terestrické rákosy. Na březích se vyskytují ostřicové litorály a náletové dřeviny. Z ostřic jsou nejvíce zastoupeny ostřice měchýřkatá (Carex vesicaria), ostřice zobánkatá (C. rostrata), ostřice prodloužená (C. elongata), mochna bahenní (Potentilla palustris), sítina rozkladitá (Juncus effusus), třtina šedavá (Calamagrostis canescens), ostřice obecná (arex nigra), suchopýr úzkolistý (Eriophorum angustifolium) a violka bahenní (Viola palustris).
Kolem rybníka jsou zachované kosené vlhké louky, kde dominuje pcháč. Mimo běžné druhy lučních rostlin se zde vyskytují prstnatec májový(Dactylorhiza majalis), hadí mord nízký (Scorzonera humilis), starček potoční (Tephroseris crispa), jetel kaštanový (Trifolium spadiceum), pampeliška Nordtsedtova (Taraxacum nordstedtii), vachta trojlistá (Menyanthes trifoliata). Na sušších místech rostou podhorské smilkové trávníky. Na nejvlhčích místech se vytvořila ruderální lada, kde dominuje rákos a maliník. Na nekosených mokřinách se uchytila vrba popelavá (Salix cinerea) a ušatá (S. aurita). Kolem vodních toků rostou olše a kozlík výběžkatý (Valeriana excelsa).

## Fauna

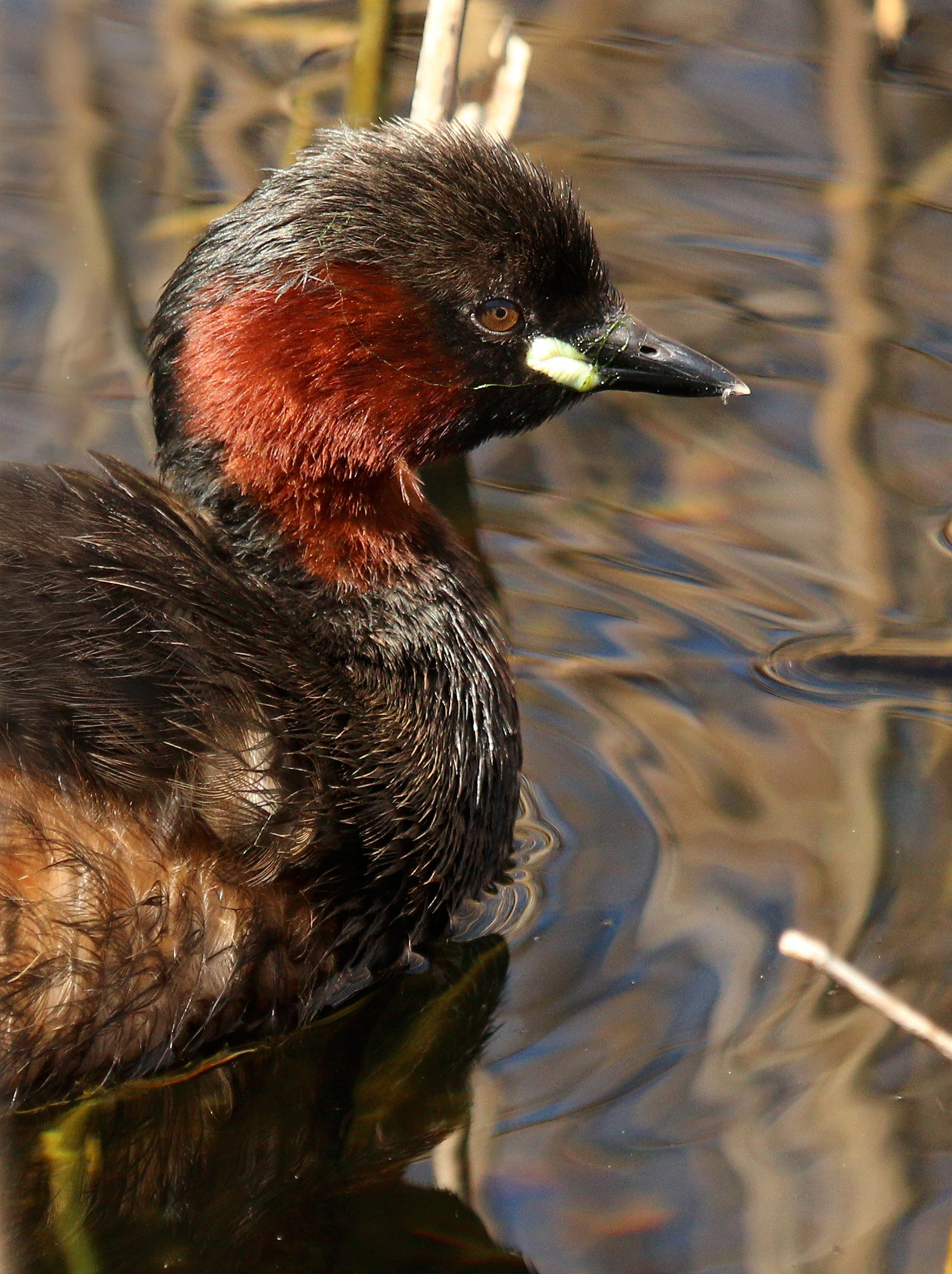
Potápka malá

Hnízdí zde potápka malá (Tachybaptus ruficollis), dále zde žijí rákosník velký (Acrocephalus arundinaceus), slípka zelenonohá (Galinulla chloropus), moták pochop (Circus aeruginosus), kopřivka obecná (Anas strepera), polák chocholačka (Aythya fuligula), polák velký (Aythya ferina), labuť velká (Cygnus olor), lyska černá (Fulica atra), rákosník obecný (Acrocephalus palustris) a strnad rákosní (Emberiza schoeniclus), moudivláček lužní (Remiz pendulinus), rákosník proužkovaný (Acrocephalus schoenobaenus), moták lužní (Circus pygargus), čejka chocholatá, vodouš kropenatý (Tringa ochropus) a pisík obecný (Actitis hypoleucos). Žijí zde divoké kachny, které jsou přikrmovány obilím.
V roce 2011 zde žilo sedm druhů obojživelníků. Nejvíce je zastoupena rosnička zelená (Hyla arborea), dále se zde vyskytují skokan hnědý (Rana temporaria), ropucha obecná (Bufo bufo), skokan krátkonohý (Rana lessonae), čolek obecný (Triturus vulgaris), blatnice skvrnitá (Pelobates fuscus), kuňka obecná a skokan zelený.
Z vážek bylo zjištěno 21 druhů, což je čtvrtina všech druhů vážek v ČR. Vyskytovaly se zde běžné euryvalentní druhy, dále pak šídlatka tmavá (Lestes dryas), šídlatka hnědá (Sympecma fusca), šidélko malé (Ischnura pumilio), šidélko kopovité (Coenagrion hastulatum), šídlo tmavé (Anax parthenope).
Na přítoku do rybníka žila slabší populace raka říčného (Astacus astacus). Na území přírodní památky se vyskytovalo 12 druhů vodních měkkýšů (8 plžů a 4 mlži). Především běžné druhy, zjištěn byl i druh Segmentina nitida a hrachovka (Pisidium obtusale).
Z denních motýlů byly zastoupeny běžné druhy a ohniváček černočárný (Lycaena dispar), který žije na vlhkých lukách.